# 29 TCN
Năm 29 TCN là một năm trong lịch Julius. 